# Hans Schiller (Gärtner)

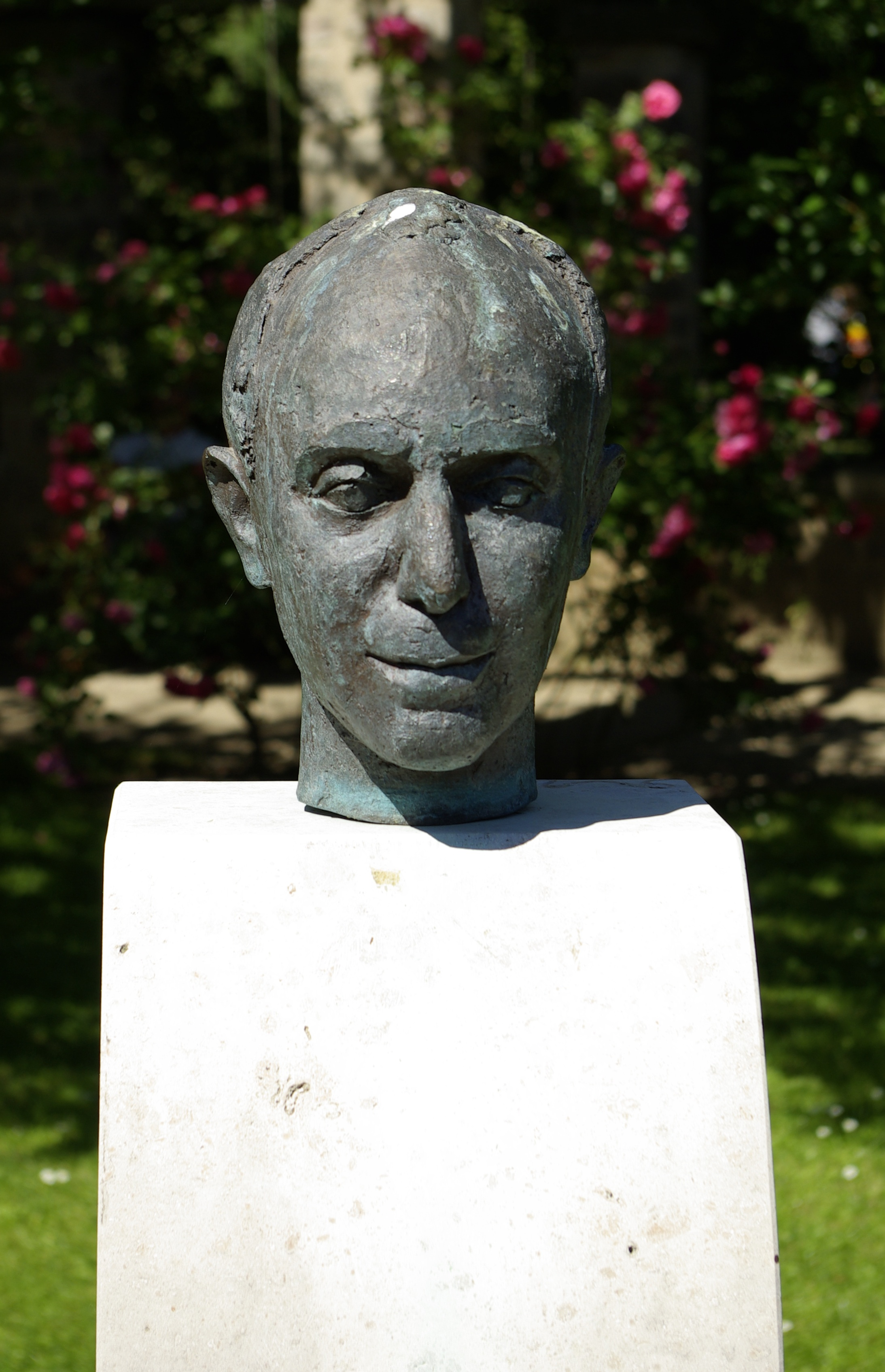
Hans-Schiller-Büste (2007) im Fürther Stadtpark

Hans Schiller (eigentlich: Johann Georg Schiller; * 31. Oktober 1902 in Fürth; † 5. November 1991 in Fürth) war ein deutscher Gartentechniker und Gartenarchitekt sowie Stadtgartendirektor in Fürth.

## Leben
Zwischen 1912 und 1918 besuchte Schiller die Real- und Oberrealschule, das heutige Hardenberg-Gymnasium Fürth. Danach ging er beim Gartenbaubetrieb Zeisler für zwei Jahre in die Ausbildung und besuchte von 1920 bis 1922 die Höhere Gartenbauschule in Weihenstephan. 1927 schloss er die Höhere Staatliche Lehranstalt für Gartenbau als diplomierter Gartenbauinspektor ab. Bereits in dieser Zeit konnte er praktische Erfahrung in Gartenplanungsbüros in Dresden, München und Nürnberg sammeln.
Unter Gartendirektor Baron Walter von Engelhardt wurde er in Düsseldorf Leiter der Entwurfsabteilung für alle öffentlichen Garten-, Park- und Landschaftsgestaltungen, bis 1938 war Schiller in Düsseldorf tätig, darunter für die Gartenanlagen für die Reichsausstellung Schaffendes Volk unter Gartendirektor Wilhelm Tapp (1887–1957). Während dieser Zeit nahm er sehr erfolgreich an Wettbewerben teil und publizierte zahlreiche Schriften und Bücher; Schiller wurde dadurch zu einem gefragten Gartenarchitekten. 1933 trat Schiller der NSDAP bei. Sein Verhältnis zur Partei ist umstritten. 1938 ging Schiller nach Berlin und wurde als Nachfolger von Fritz Zahn Fachstudienrat für Gartengestaltung an der Versuchs- und Forschungsanstalt für Gartenbau (VuFA) in Berlin-Dahlem.
Schillers Karriere wurde durch den Zweiten Weltkrieg unterbrochen. Nach dem Kriegsende fand sich seine Familie in Fürth wieder zusammen, er kehrte ebenfalls in seinen Geburtsort zurück.
In Fürth bewarb er sich erfolgreich um die Stelle des Leiters des Stadtgartenamtes. In diesem Amt gestaltete er die Grünanlagen im Stadtgebiet neu, wie beispielsweise die Konrad-Adenauer-Anlage an der Fürther Freiheit oder das Sommerbad am Scherbsgraben. Höhepunkt seines Schaffens war 1951 die Neugestaltung des Stadtparks für die Gartenschau Grünen und Blühen und 1961 die Erweiterung im Rahmen einer Begradigung der Pegnitz. Im Jahre 1960 fand er Aufnahme in die Fürther Freimaurerloge Zur Wahrheit und Freundschaft.
Der Schutz von Landschaft und Natur waren Schiller ein Anliegen. Schiller war 1949 eines der Gründungsmitglieder der Kreisgruppe Fürth im Bund Naturschutz, deren Vorsitzender er bis 1955 und von 1966 bis 1978 war. Schiller ist anzurechnen, dass in Fürth die Flussauen von Pegnitz und Rednitz beinahe unangetastet geblieben sind.

## Werke
Neben zahllosen Artikeln in Fachzeitschriften veröffentlichte Schiller mehrere Bücher. Das erste war Vom Wesen und Wert des kleinen Gartens im Jahr 1926.
Das 1952 erschienene Buch Gartengestaltung gilt bis heute als ein Standardwerk.
- Hans Schiller: Gartengestaltung : Die Gestaltungsgesetze, Planung und Durchführung öffentlicher Grünanlagen und privater Gärten. Parey, Berlin; Hamburg 1952, ISBN 3826326113
- Hans Schiller: Knaurs Gartenbuch . Droemer/Knaur, München; Zürich 1957

Aufgrund Schillers musischer Begabung galten bereits seine Pläne und Entwürfe als kleine Kunstwerke. Er widmete sich nach seiner Pensionierung der Aquarellmalerei.
In sein Werkverzeichnis wurden 739 Bilder aufgenommen. Ein Großteil der Motive stammt aus dem Fürther Stadtpark.